# Доналд I
Доналд I (енгл. Donald MacAlpin, гелски Dòmhnall mac Ailpein, владао 860-863), други краљ Шкотске.

## Историја
Рођен као Доналд Мекалпин (дословно Доналд, син Алпинов), млађи син краља Далријаде и брат првог шкотског краља, Кенета Мекалпина. У тек формираној шкотској краљевини (све до Малколма III) власт није преносила по наслеђу, већ избором међу члановима краљевске породице од стране водећих великаша, заснованим углавном на ратничким заслугама и популарности кандидата. Тако је Доналд изабран за краља после братове смрти 860, и читава његова владавина протекла је у борби против паганских Викинга (Данаца), који су управо у то време освојили суседну англосаксонску краљевину Нортамбрију. Погинуо је 863. године у борби против Викинга и сахрањен је у манастиру Јона. Наследио га је синовац, Константин I Шкотски.